# Callerya cinerea
Callerya cinerea är en ärtväxtart som först beskrevs av George Bentham, och fick sitt nu gällande namn av Anne M. Schot. Callerya cinerea ingår i släktet Callerya och familjen ärtväxter. Inga underarter finns listade i Catalogue of Life.